# Tarenna debilis
Tarenna debilis är en måreväxtart som beskrevs av Henry Nicholas Ridley. Tarenna debilis ingår i släktet Tarenna och familjen måreväxter. Inga underarter finns listade i Catalogue of Life.